# Vernonia (botanica)
 Vernonia  Schreb., 1791 è un genere di piante angiosperme dicotiledone della famiglia delle Asteraceae.

## Etimologia
Il nome scientifico del genere è stato definito per la prima volta dal botanico Johann Christian Daniel von Schreber (1739-1810) nella pubblicazione " Genera Plantarum Eorumque Characteres Naturales Secundum Numerum, Figuram, Situm, & Proportionem Omnium Fructificationis Partium. (Ed. 8[a]). Frankfurt am Main" ( Gen. Pl., ed. 8[a]. 2: 541) del 1791.

## Descrizione

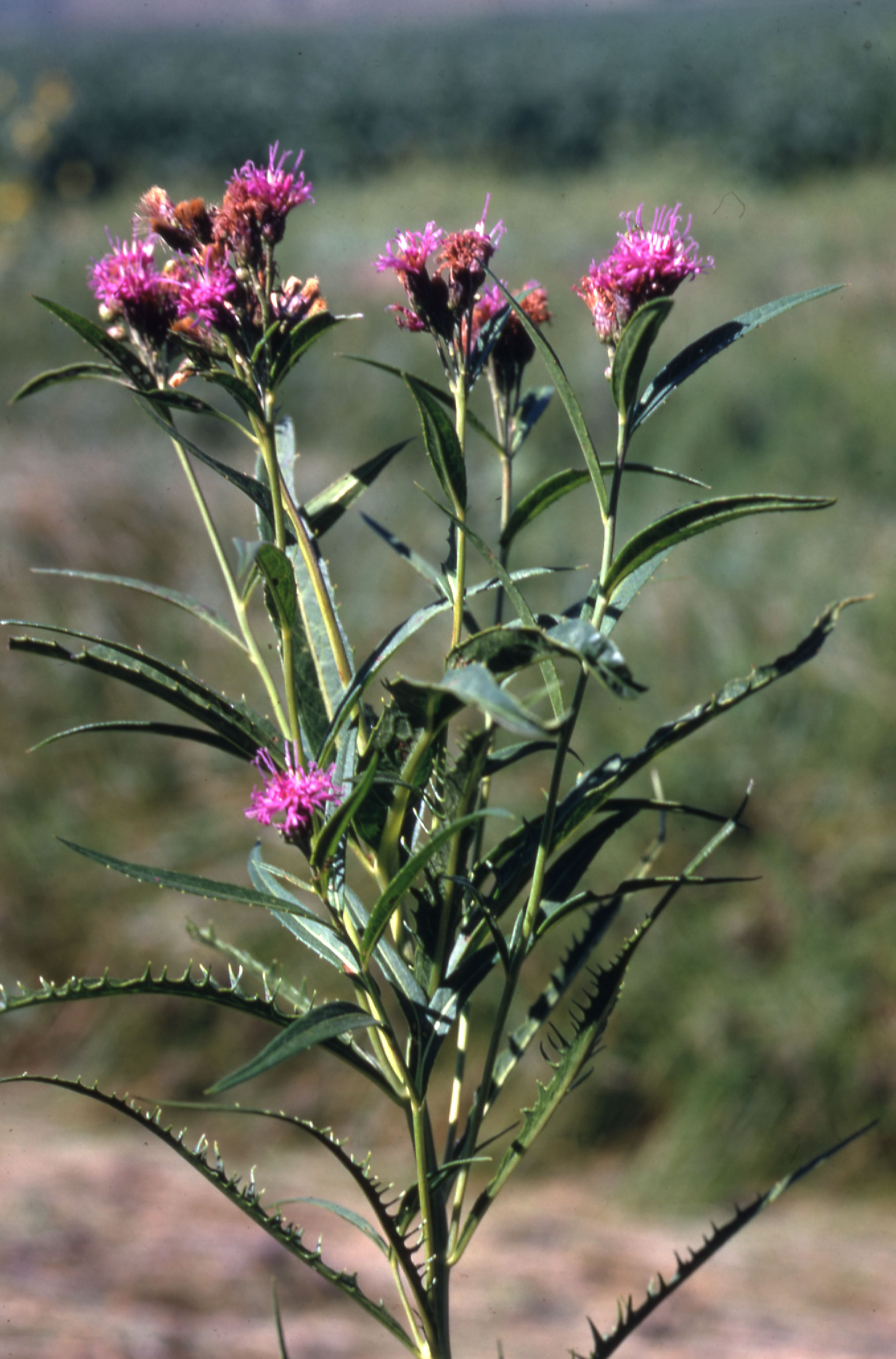
Il portamento
Vernonia baldwinii

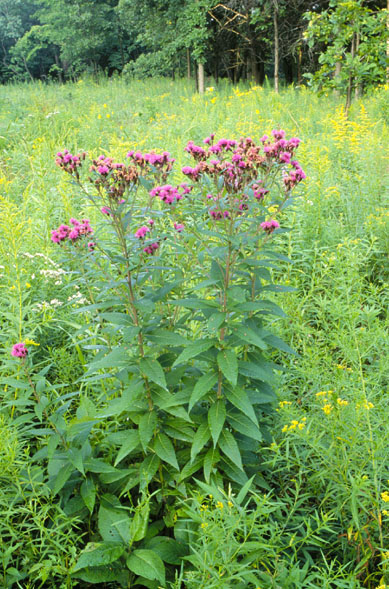
Le foglie
Vernonia fasciculata

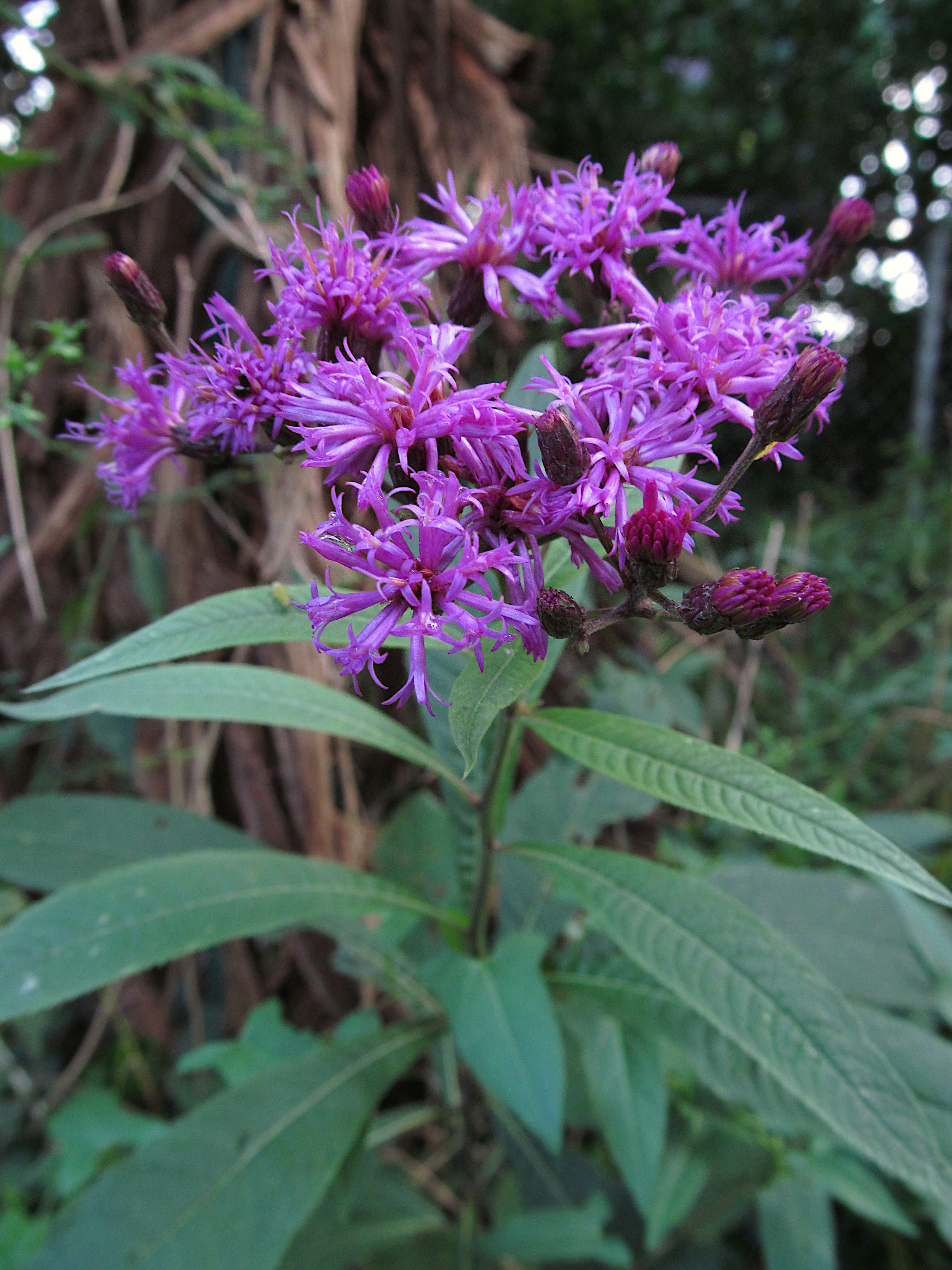
Infiorescenza
Vernonia gigantea

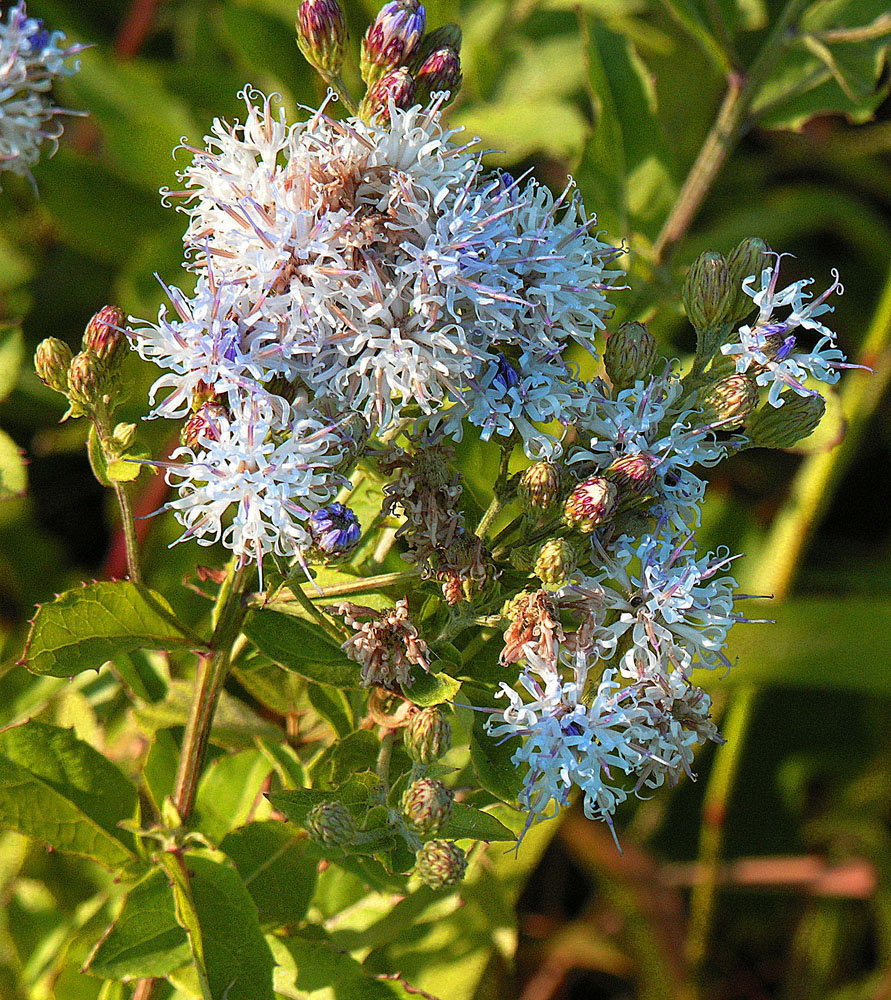
I fiori
Vernonia galamensis

L'habitus delle specie di queste piante è di tipo erbaceo (o arbustivo, anche rampicante) perenne (raramente annuale) con basi decombenti; raramente sono presenti piccoli alberi. Le superfici sono densamente pubescenti per peli sia semplici che peli a forma di "T"; sono presenti anche ghiandole globose sessili. La parte ipogea del fusto può essere un rizoma o anche tuberosa. Gli organi interni di queste piante contengono lattoni sesquiterpenici.
Le foglie, picciolate o subsessili, lungo il fusto sono disposte in modo alterno (raramente opposto). La lamina è intera a forma da più o meno lanceolata a strettamente lineare con apici acuti e base tronca o attenuata. I margini sono interi, seghettati o dentati. Le venature sono di tipo pennato.
Le infiorescenza, terminali o ascellari, sono composte da capolini separati raccolti in formazioni cimose/panicolate (con lunghi rami originati dall'asse principale) . I capolini (normalmente peduncolati) omogami e discoidi sono composti da un involucro con forme da ciotola a cilindriche strette formato da circa 50 brattee embricate in 5 - 6 serie che fanno da protezione al ricettacolo sul quale s'inseriscono i fiori tubulosi. Le brattee più interne sono persistenti; i margini sono scariosi, con apici acuti (punte spinescenti o filiformi), a volte sono mucronati. Il ricettacolo, piatto e areolato, è privo di pagliette (ossia è nudo) o con pochi peli.
I fiori, da 8 a 120 per capolino, sono tetra-ciclici (ossia sono presenti 4 verticilli: calice – corolla – androceo – gineceo) e pentameri (ogni verticillo ha in genere 5 elementi). I fiori sono inoltre ermafroditi e actinomorfi (raramente possono essere zigomorfi).
- Formula fiorale:

*/x K {\displaystyle \infty }, [C (5), A (5)], G 2 (infero), achenio
- Calice: i sepali del calice sono ridotti ad una coroncina di squame.
- Corolla: le corolle sono formate da uno stretto tubo terminante in 5 regolari lobi a volte con forme campanulate o a imbuto; il colore è rosa, viola o bianco; la superficie può essere ghiandolare; i lobi possono essere incurvati all'esterno.
- Androceo: gli stami sono 5 con filamenti liberi e distinti, mentre le antere sono saldate in un manicotto (o tubo) circondante lo stilo.[12] Le antere, sagittate, sono prive di coda e ricoperte di ghiandole. Le appendici delle antere hanno le pareti sottili, spesso con ghiandole o peli. Il polline è triporato (con tre aperture di tipo isodiametrica o poro), è echinato (con punte) ma non "lophato".[13]
- Gineceo: lo stilo è filiforme e provvisto di nodi. Gli stigmi dello stilo sono due divergenti e smussati con la superficie stigmatica posizionata internamente (vicino alla base). La pubescenza è del tipo a spazzola con peli acuti e settati.[14] L'ovario è infero uniloculare formato da 2 carpelli.

I frutti sono degli acheni con pappo. Gli acheni, a forma cilindrica o obconica e con 5 - 10 coste (non sono bicornuti e raramente compressi)), hanno la superficie con ghiandole e setole. All'interno si può trovare del tessuto di tipo idioblasto e rafidi subquadrati allungati; non è presente il tessuto tipo fitomelanina. Il pappo, generalmente biseriato, è formato da setole capillari (serie interna) con squamelle (serie esterna).

## Biologia
- Impollinazione: l'impollinazione avviene tramite insetti (impollinazione entomogama tramite farfalle diurne e notturne).
- Riproduzione: la fecondazione avviene fondamentalmente tramite l'impollinazione dei fiori (vedi sopra).
- Dispersione: i semi (gli acheni) cadendo a terra sono successivamente dispersi soprattutto da insetti tipo formiche (disseminazione mirmecoria). In questo tipo di piante avviene anche un altro tipo di dispersione: zoocoria. Infatti gli uncini delle brattee dell'involucro si agganciano ai peli degli animali di passaggio disperdendo così anche su lunghe distanze i semi della pianta.

## Distribuzione e habitat
La distribuzione di queste piante è cosmopolita (America, Africa (centro e sud), Asia (sud orientale) e Australia.

## Tassonomia
La famiglia di appartenenza di questa voce (Asteraceae o Compositae, nomen conservandum) probabilmente originaria del Sud America, è la più numerosa del mondo vegetale, comprende oltre 23.000 specie distribuite su 1.535 generi, oppure 22.750 specie e 1.530 generi secondo altre fonti (una delle checklist più aggiornata elenca fino a 1.679 generi). La famiglia attualmente (2021) è divisa in 16 sottofamiglie.

### Filogenesi
Le piante di questo gruppo appartengono alla sottotribù Vernoniinae descritta all'interno della tribù Vernonieae Cass. della sottofamiglia Vernonioideae Lindl.. Questa classificazione è stata ottenuta ultimamente con le analisi del DNA delle varie specie del gruppo. Da un punto di vista filogenetico in base alle ultime analisi sul DNA la tribù Vernonieae è risultata divisa in due grandi cladi: Muovo Mondo e Vecchio Mondo. I generi di Vernoniinae appartengono al clade relativo all'America.
La sottotribù, e quindi i suoi generi, si distingue per i seguenti caratteri:
- le appendici delle antere hanno le pareti sottili, spesso con ghiandole o peli;
- il polline può essere "lophato", ma anche non "lophato".

Nell'ambito della tribù il gruppo delle Vernoniinae (insieme alle sottotribù Chrestinae e Lychnophorinae) è stato uno degli ultimi a evolversi (occupa quindi una posizione vicina al "core" della tribù). In precedenza la tribù Vernonieae, e quindi la sottotribù di questo genere (Vernoniinae), era descritta all'interno della sottofamiglia Cichorioideae.
Questo genere è molto ampio (da 300 fino a 1.000 specie secondo gli Autori) per cui spesso sono stati proposti vari tipi di segregazione in generi più piccoli. Tuttavia la maggior parte dei suoi segregati può essere piuttosto difficile da delimitare, e la collocazione delle singole specie non è sempre facile; così Vernonia continua ad essere circoscritta in un ampio senso.
I caratteri distintivi per le specie di questo genere sono:
- le infiorescenze sono formate da cime erette;
- la base delle piante è decombente;
- non sono presenti fusti di tipo xilopodiale.

Il numero cromosomico delle specie di questo genere è: 2n = 34.

### Sinonimi
Sono elencati alcuni sinonimi per questa entità:
- Achyrocoma Cass.
- Alkibias  Raf.
- Aostea  Buscal. & Muschl.
- Centrapalus  Cass.
- Plectreca  Raf.
- Seneciodes  L. ex T.Post & Kuntze
- Tecmarsis  DC.